# Malájalma
A malájalma (Syzygium malaccense) a mirtuszvirágúak (Myrtales) rendjébe és a mirtuszfélék (Myrtaceae) családjába tartozó faj.

## Előfordulása
A malájalma, mint ahogy neve is mutatja, a maláj szigetvilágban honos. A trópusok növényvilágához tartozik. Eredeti élőhelye, manapság már nem ismert, de vadon nővő állományai vannak Malajziában, Indonéziában (Szumátra, Jáva) és Vietnámban. Ezt a fát, betelepítették a Karib-térség szigeteire, valamint Közép-Amerikába és Dél-Amerika északkeleti országaiba is.
A malájalmát főként kertekben termesztik.

## Megjelenése
Legfeljebb 25 méter magas, nagyon zárt, gyakran kúpos koronájú fa. Levele 20-35 centiméter hosszú, elliptikus-hosszúkás, kissé kihegyezett, bőrnemű, a színén sötétzöld, a fonákján világosabb. Levelei átellenes állásúak. A virágok rózsaszínűek vagy bíborpirosak, 4 csészelevéllel és 4 szirommal, valamint nagyszámú porzóval. Virága 4-5 centiméteres; a szirmok 1.5-2 centiméter hosszúak, a porzókhoz viszonyítva mégis jelentéktelenek. A virágok legfeljebb 12 tagú csomókban fejlődnek, túlnyomórészt idősebb ágakon, a lomb alatt elrejtve, a virágzat borotvaecsetre emlékeztet. Termése tojás vagy körte alakú, 5-12 centiméter hosszú, a fehér terméshúsban 1 nagy mag található. A termések színskálája a rózsás-fehértől a pirosig terjed, húsosak, kissé benyomott csúcsukon a 4 csészelevél maradványai láthatók.

## Egyéb
A malájalmát dísz- és gyümölcsfaként ültetik. Termésének íze gyenge aromájú almafajtákéhoz hasonlít. Ezért többnyire fűszereket adnak hozzá, ha desszertet vagy lekvárt készítenek belőle. A többi faj termésére ugyanez érvényes. A jávaialma (Syzygium samarangense) és a nagyon hasonló vízialma (Syzygium aqueum) termései viasz szerűen fehérek vagy rózsaszínűek, valamivel kisebbek és pörgettyű alakúak, míg a rózsaalmáé (Syzygium cumini) szilvaszerűen oválisak és bíborszínűek.

## Képek

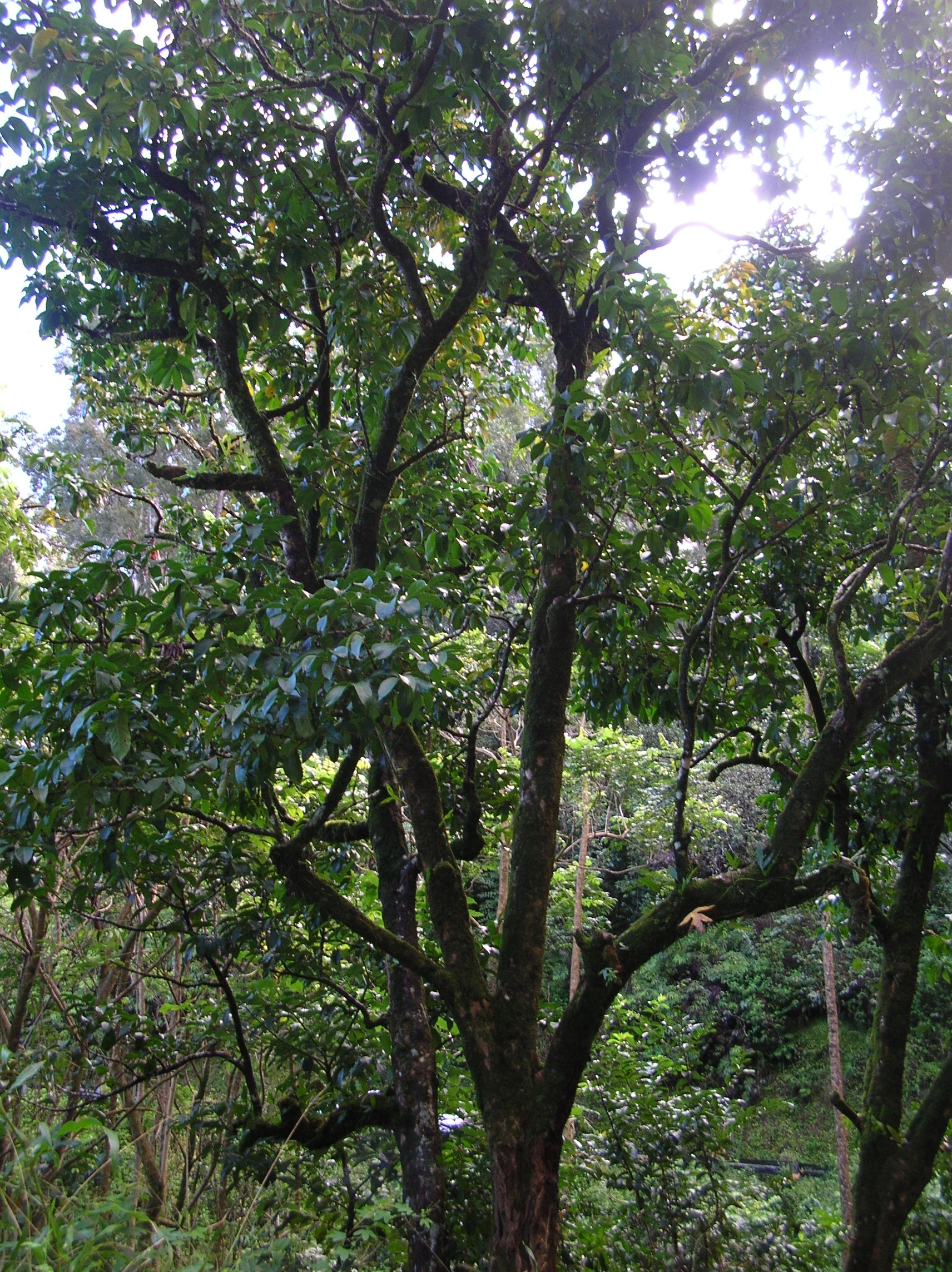
a fa
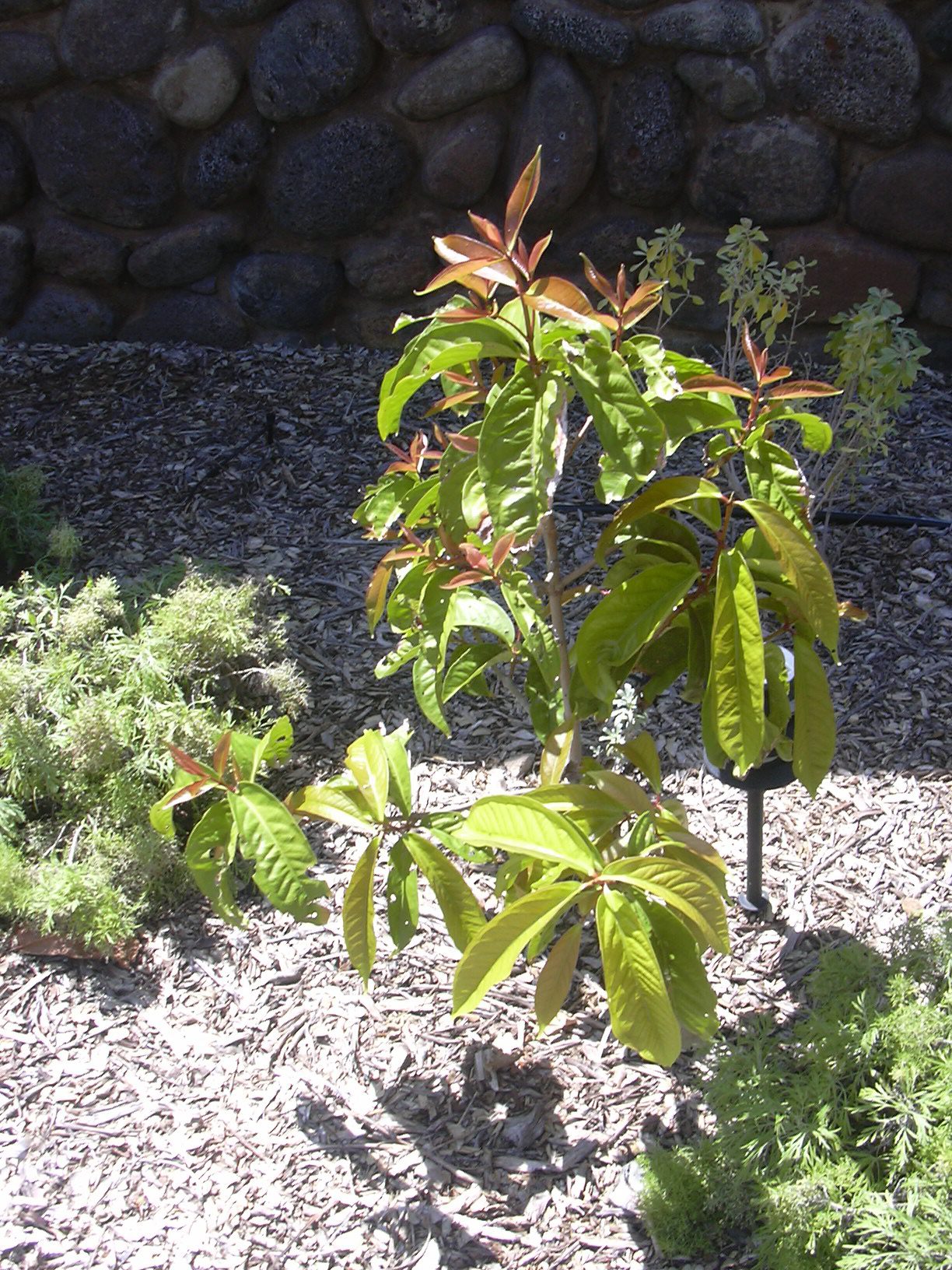
fiatal példány
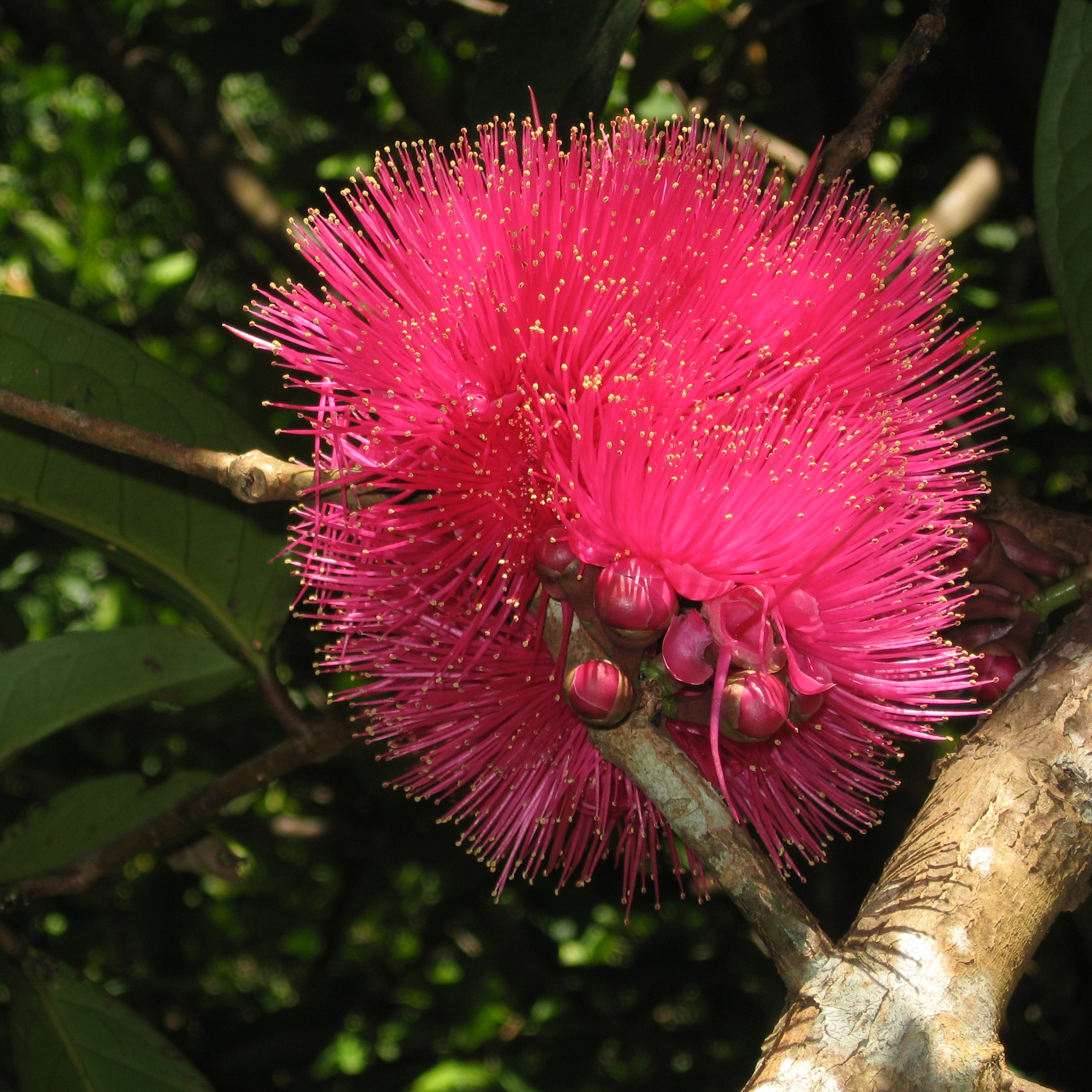
virágzata
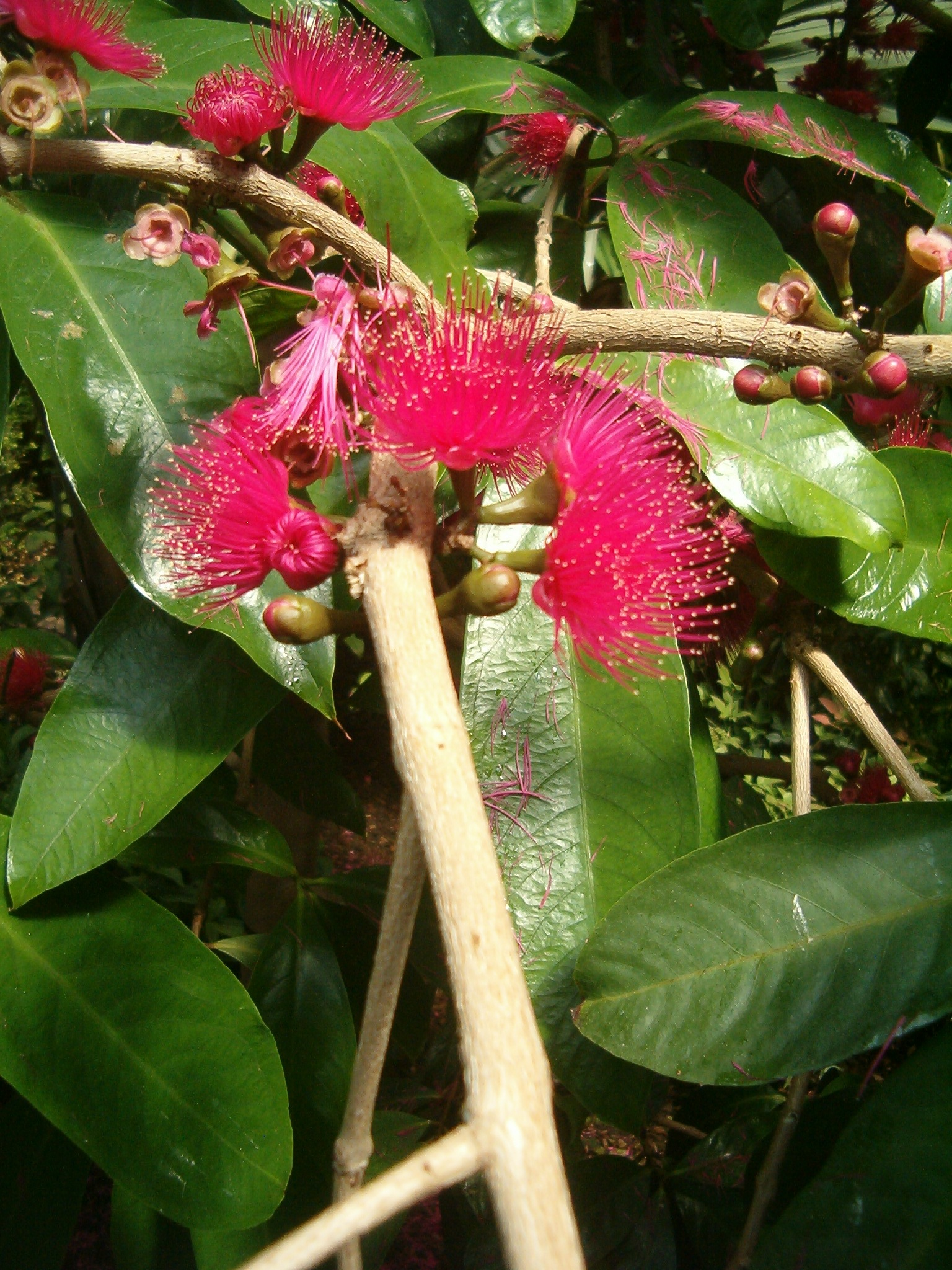
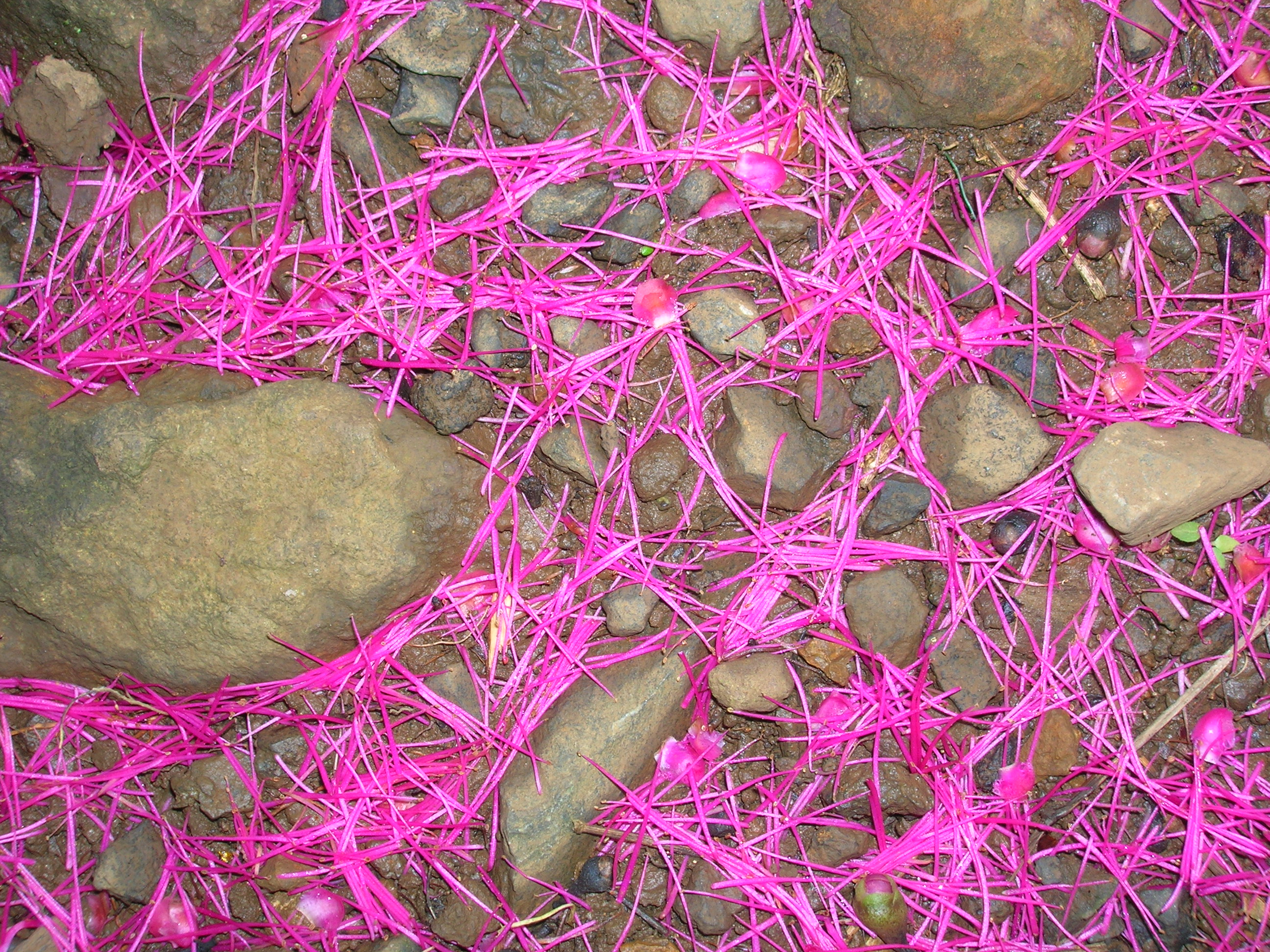
lehullott virágai
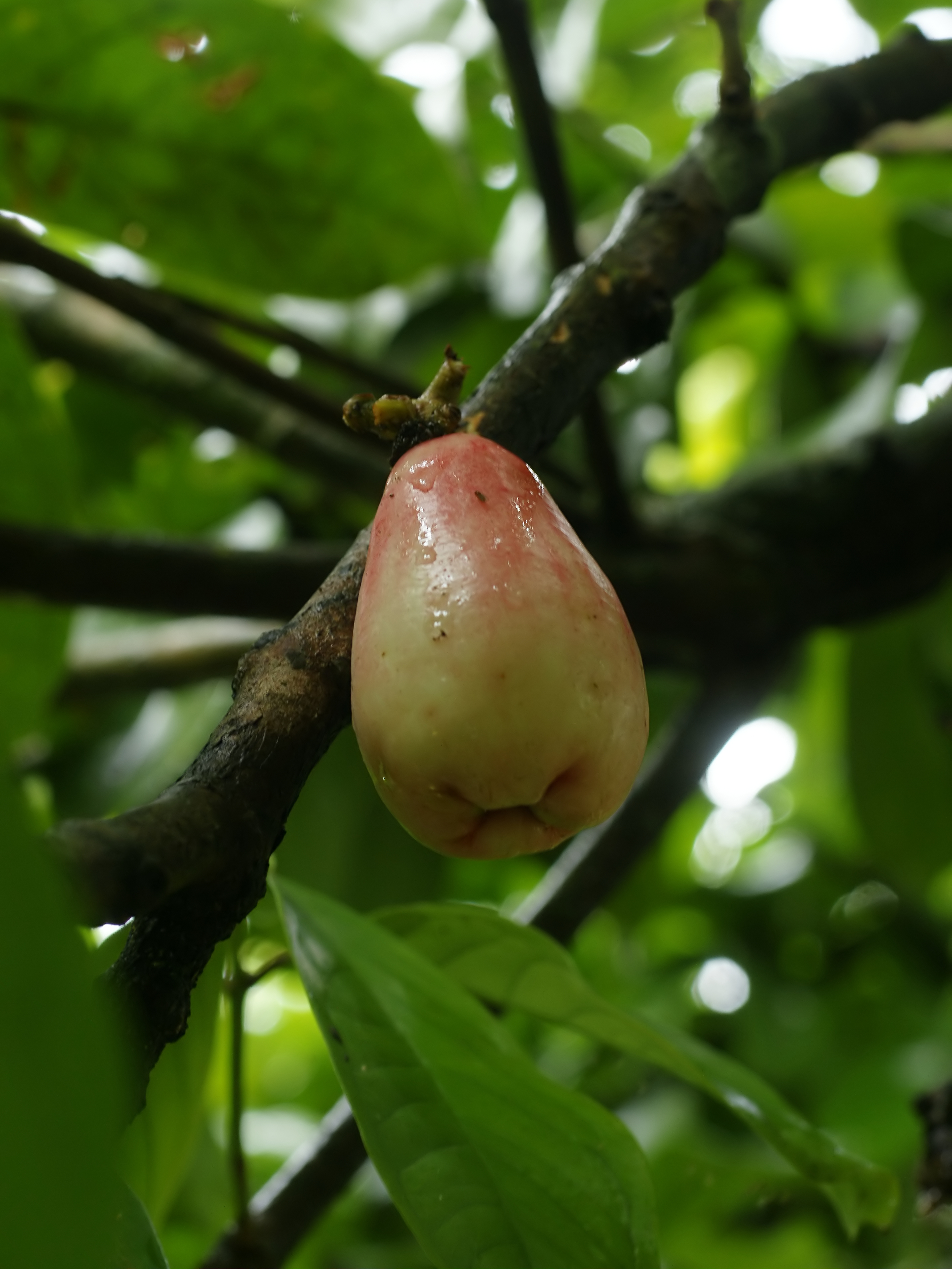
termése
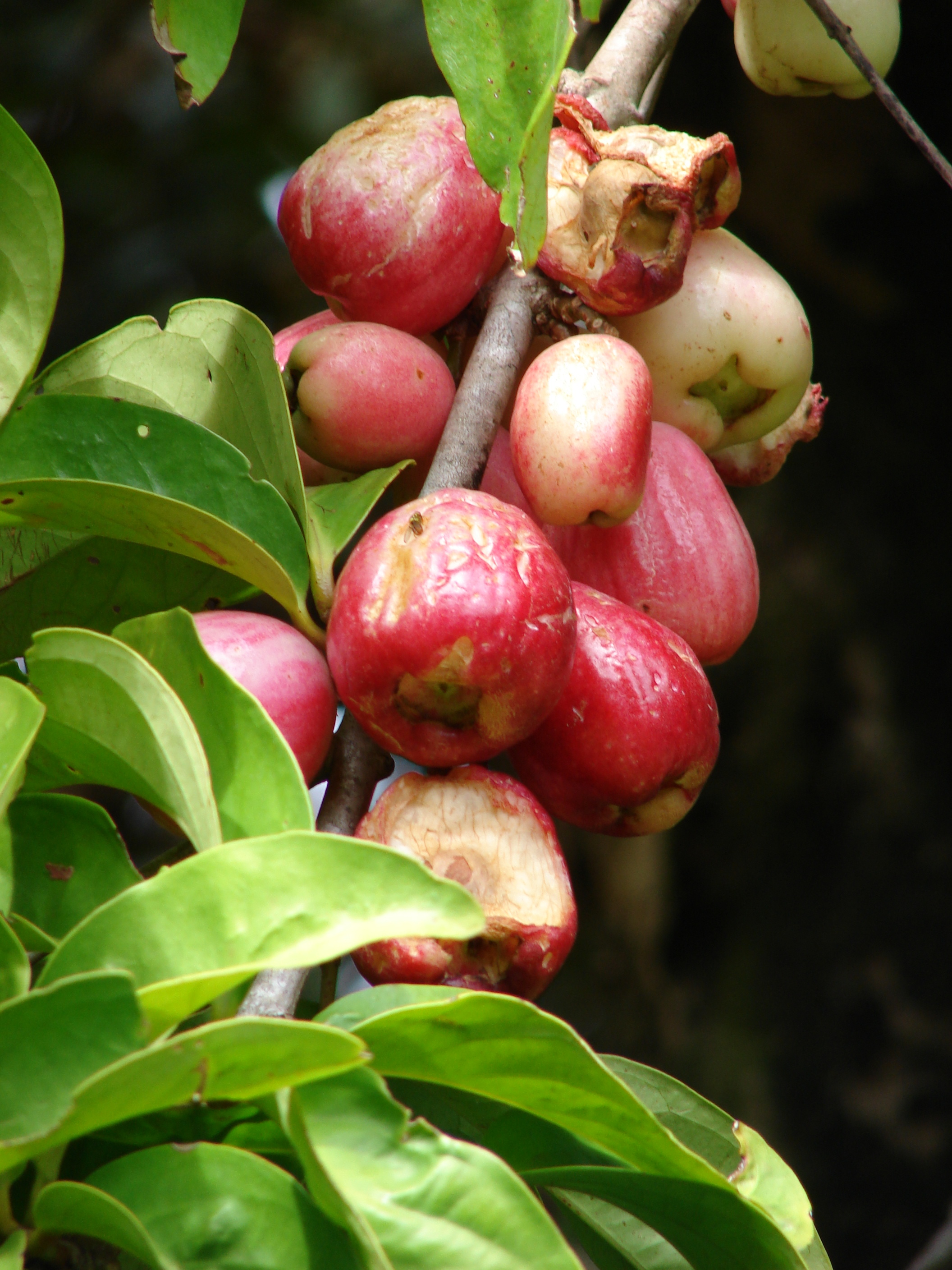
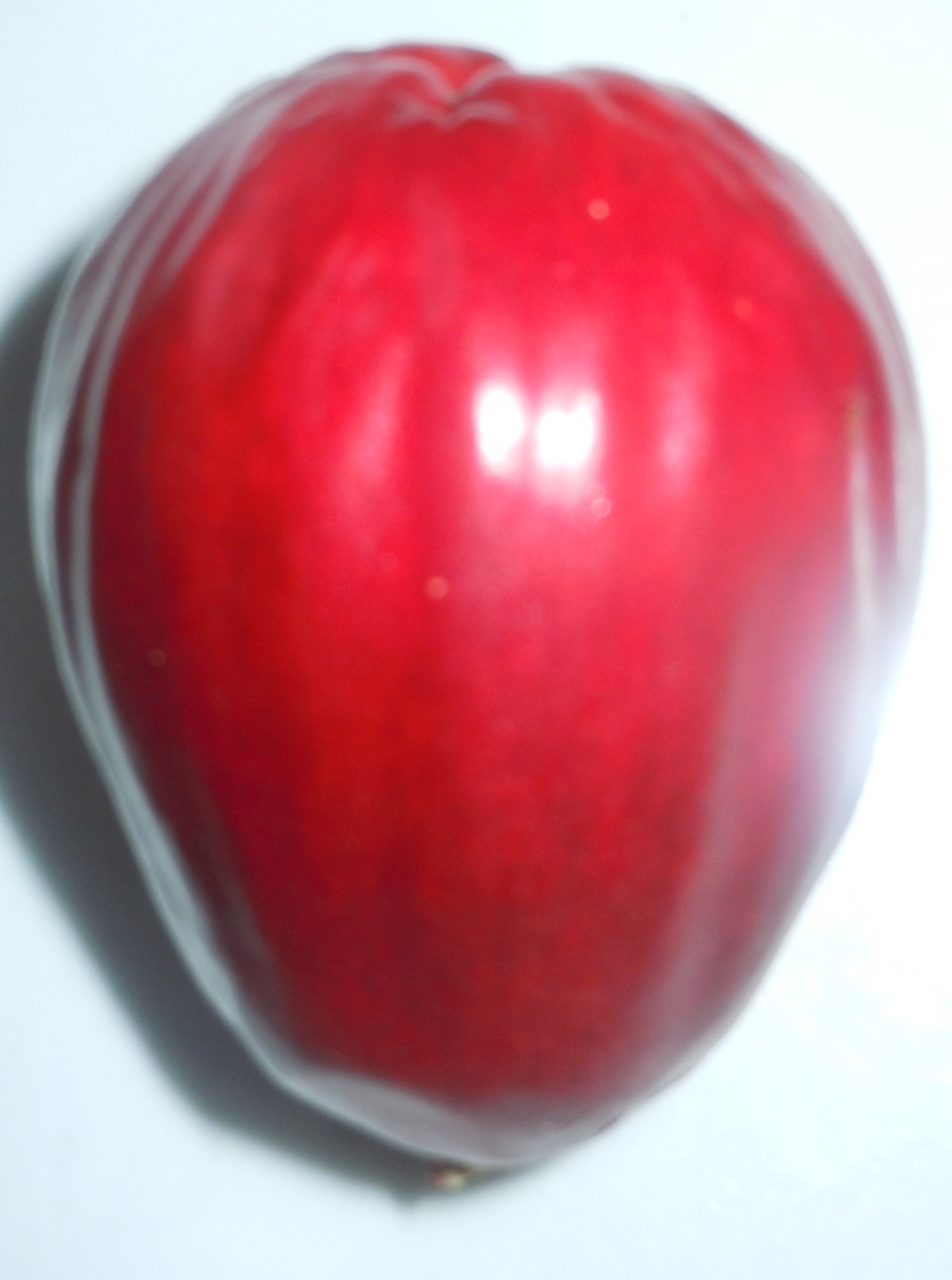
termése egészben
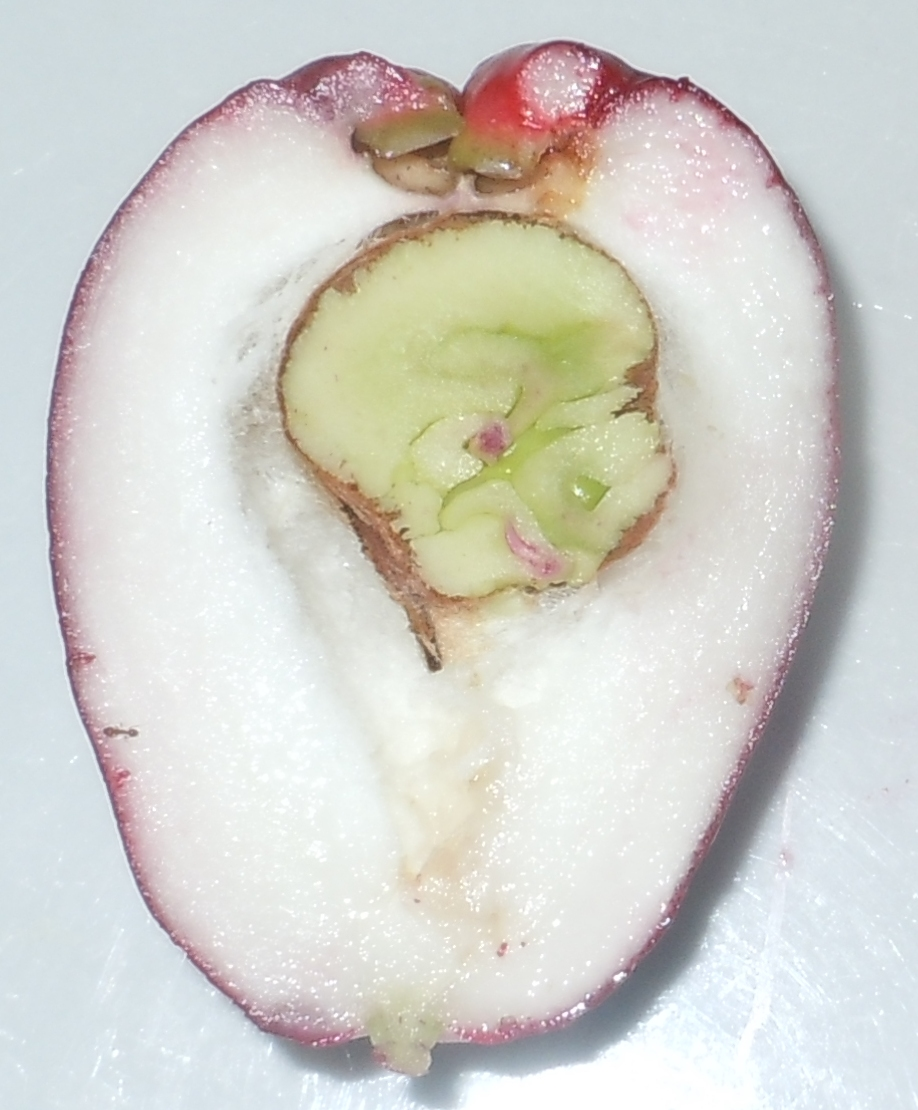
és kettévágva
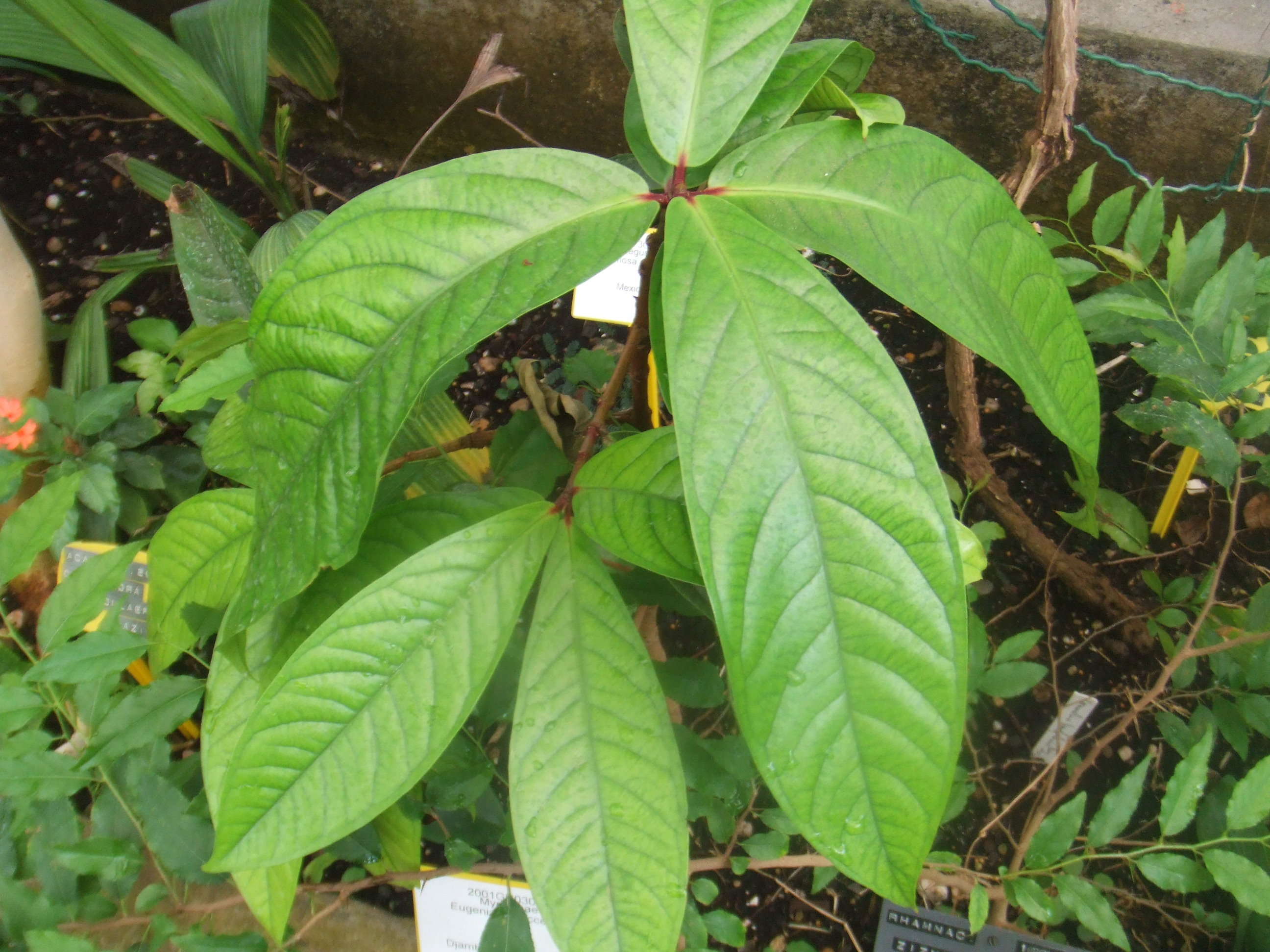
levelei
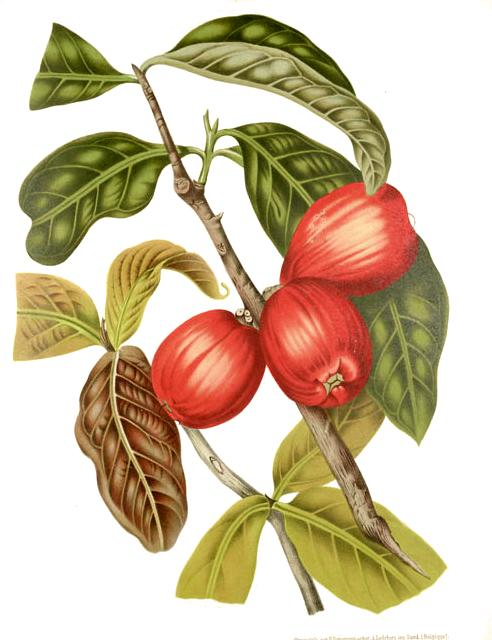
rajz a növény terméseiről és leveleiről